# Mesotropidesmus dorsalis
Mesotropidesmus dorsalis är en mångfotingart som beskrevs av Filippo Silvestri 1901. Mesotropidesmus dorsalis ingår i släktet Mesotropidesmus och familjen fingerdubbelfotingar. Inga underarter finns listade i Catalogue of Life.